# Jeugdtheater De Krakeling
De Krakeling is een theaterzaal in Amsterdam gericht op jeugdtheater. 
De Krakeling werd opgericht in 1978 door Hans Snoek. Het was het eerste theatergebouw in Nederland speciaal bestemd voor jeugdtheater. De naam "De Krakeling" was een verwijzing naar de naastgelegen Koekjesbrug in de Nieuwe Passeerdersstraat.
Het theater maakt deel uit van de in 1971 opgerichte Stichting Jeugdtheater Amsterdam, die jeugd- en jongerenvoorstellingen programmeert in De Krakeling en elders in Amsterdam en omstreken. In het theater worden wekelijks wisselende voorstellingen opgevoerd, gericht op kinderen in de leeftijdscategorieën van 2 tot 17 jaar. Er vinden jaarlijks 250 voorstellingen plaats voor circa 40.000 bezoekers. 
Het theater is vanaf juli 2020 gevestigd in het Westergastheater op de terreinen van de voormalige Westergasfabriek aan de Pazzanistraat. Daarvoor was het 42 jaar lang gevestigd in het gebouw en rijksmonument Nieuwe Passeerdersstraat 1. Dat gebouw kreeg in de jaren tien te maken met ernstige verzakkingen als gevolg van een aangetaste fundering. De theatervloer verzakte mee zodat ingrijpen noodzakelijk werd. Voor De Krakeling zelf was dat te kostbaar, waarna ze naar elders uitweek. Bovendien werd die locatie steeds moeilijker te bereiken vanwege verkeersmaatregelen van de gemeente.

## Externe link

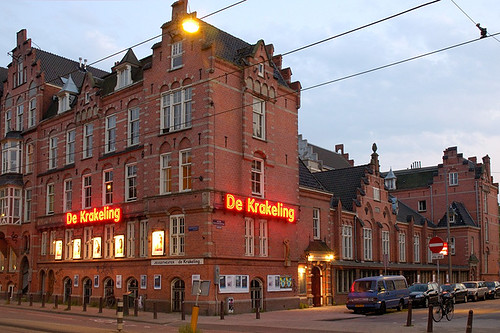
De Krakeling op de locatie aan Nieuwe Passeerdersstraat 1